# Бармас, Исай
Исай Бармас (нем. Issay Barmas; 19 апреля (1 мая) 1872, Одесса — 3 июля 1946, Лондон) — немецкий скрипач и музыкальный педагог еврейского происхождения.

## Биография
Учился в Московской консерватории у Ивана Гржимали, затем в берлинской Королевской высшей школе музыки у Йозефа Иоахима и Эммануэля Вирта. В 1899 году дебютировал в Берлине как солист. Гастролировал в Будапеште, Варшаве, различных городах Германии. Был известен как популяризатор музыки Макса Регера, переписывался с композитором и выступал с ним вместе. В 1919—1928 годах выступал во главе собственного струнного квартета (вторая скрипка — Вилли Петерайнс, Альфред Лазерштайн, Карл Кнаак, альт — Отто Клуст, Овсей Швифф, виолончель — Фриц Дехерт), делая акцент в программе на современной русской музыке.
В 1900—1905 годах преподавал в Консерватории Штерна, в 1905—1929 годах — в Консерватории Шарвенки. Среди учеников Бармаса, в частности, Андреас Вайсгербер, Эдит фон Фойгтлендер, Йон Фернстрём, первый концертмейстер Палестинского симфонического оркестра Рудольф Бергман. Опубликовал методическое пособие «Разрешение проблемы скрипичной техники» (нем. Die Lösung des geigentechnischen Problems, 1913, издания с параллельным текстом на русском и польском языках и на немецком, английском и французском языках), составил несколько сборников упражнений. Автор ряда обработок и транскрипций.
В московский период сдружился с Константином Бальмонтом и поддерживал дружескую связь на протяжении многих лет.

## Книги
- Разрешение проблемы скрипичной техники (на русском и польском языках). Берлин: E. Bote & G. Bock, 1913; там же — издание на английском, немецком и французском языках.